# Phuthaditjhaba
Phuthaditjhaba este un oraș din Africa de Sud.